# William Baldé
William Baldé (* 4. April 1971 in Kindia, Guinea) ist ein französisch-guineischer Musiker.

## Leben und Wirken
Baldé wuchs in Guinea und später im Senegal auf und ging dann mit 15 Jahren zu seinem Vater nach Paris. In den 1990er Jahren gehörte er zur Band Yuba, die 1996 das Album Everybody Nyani-Nyani herausbrachte. Trotz Lob und Preisen (Découverte RFI und Grand Prix de la SACEM) konnte sich die Band aber nicht behaupten.
Baldé zog daraufhin als Musiker um die Welt, neben Frankreich und Afrika trat er vor allem in Asien und Nordeuropa auf. Mitte der 2000er bekam er dann einen Plattenvertrag bei Warner Music und zusammen mit dem Musiker und Songschreiber Gil Gimenez entstand sein erstes Album. Zudem ging er 2007 im Vorprogramm von Christophe Maé auf Tour. Mit seinem Debütalbum En corps étranger stieg er im Juni 2008 in die Top 10 der französischen Albumcharts ein. Eine Woche darauf wurde sein Sommerhit Un rayon de soleil Nummer 1 der Singlecharts.
In dem Album-Titelsong "En corps étranger" – in einem fremden Körper – singt Baldé über sein Leben zwischen Europa und Afrika. Es geht um Leute, die ihn in Frankreich nicht ernst nehmen, von der Kälte, die ihm in den Augen brennt und von dem ständigen Gefühl, fremd zu sein. Doch auch in Afrika fühlt er sich nicht mehr zuhause, reist aber häufig dorthin.

## Diskografie
Alben
- En corps étranger (2008)

Singles
- Sweet Lady (2008)
- Rayon de soleil (2008)